# Gymnocladus burmanicus
Gymnocladus burmanicus är en ärtväxtart som beskrevs av C.E.Parkinson. Gymnocladus burmanicus ingår i släktet Gymnocladus och familjen ärtväxter. Inga underarter finns listade i Catalogue of Life.